# Et ensuite, le feu
Pour plus de détails, voir Fiche technique et Distribution.
Et ensuite, le feu (La prossima volta il fuoco) est un film italien réalisé par Fabio Carpi, sorti en 1993.

## Fiche technique
- Titre original : La prossima volta il fuoco
- Titre français : Et ensuite, le feu
- Réalisation : Fabio Carpi
- Scénario : Fabio Carpi et Luigi Malerba
- Photographie : Renato Berta
- Pays d'origine : Italie
- Genre : drame
- Date de sortie : 1993

## Distribution
- Jean Rochefort : Amedeo
- Marie-Christine Barrault : Elena
- Lila Kedrova : la mère